# Петралонська печера
Петрало́нська пече́ра (грец. Σπήλαιο Πετραλώνων) — печера, розташована поблизу села Петралона на півострові Халкідіки, за 55 км від міста Салоніки. Печера утворилась в результаті розвитку карстових процесів на західному схилі гори Катсіка, на висоті приблизно 270 м над рівнем моря. При вході до печери створений Антропологічний музей Петралони.

## Дослідження
Печера вперше була відкрита в травні 1959 року Філіппом Хадзарідісом, мешканцем села Петралона. Печера стала всесвітньо відомою, коли 16 вересня 1960 року інший мешканець Петралони Христос Сарріяннідіс знайшов в печері череп архантропа. Археологічні та антропологічні дослідження розпочались незабаром під керівництвом професора антропології Аріса Пуліаноса, який встановив, що знайденому архантропу близько 700 тисяч років, відтак він є найдавнішою людиною Європи. Скелет доісторичної людини був знайдений серед решток примітивних знарядь праці, а також слідів вогнища. Петралонська печера вважається також найдавнішою пам'яткою використання людиною вогня. Череп петралонського архантропа нині зберігається в університеті Аристотеля в Салоніках.
Ці дані базуються на детальному вивченні стратиграфії печери, складеної 34 різновіковими шарами, ядерному, а також фаціальному і палентологічному аналізі. Серед фосилій дослідниками були знайдені рештки левів, гієн, ведмедів, пантер, слонів, носорогів, плейтоценового мегацерина (родина оленевих), бізонів, а також різні види родини оленевих і роду коней, також 25 видів птахів, 16 видів гризунів і 17 видів кажанів. Вік деяких решток встановлений на межі 5 млн років.
Довжина Петралонської печери становить близько 2 кілометрів. Вхід до печери являє собою штучний тунель близько 100 метрів (тунель побудовано 1974 року), він проходить через еродований схил гори і охоплює старий, природний вхід. Температура в печері залишається постійною впродовж всього року на рівні близько 17 градусів за Цельсієм. По боках проходів облаштовані вітрини, що містять кам'яні й кістяні знаряддя, кістки, щелепи та зуби різних тварин, знайдених в печері. Неабиякий інтерес для туристів становлять і кілька залів із химерними сталактитами, сталагмітами та їхніми зростаннями сталагнатами.

## Контроверза датування
Найбільш відома знахідка Петралонської печери відома серед палеоантропологів як «Петралонський череп» і названа Арісом Пуліаносом Archanthropus europaeus. Пуліанос вважає його найдавнішим європейським гомінідом, рештки якого були відкриті дослідниками. Також грецький науковець датував його близько 800 000 років. Проте деякі науковці категорично не погоджуються із висновками Пуліаноса, посилаючись на те, що Петралонський череп — ізольована знахідка. Крім того висновки і результати Асоціації антропологів прямо суперечать прийнятим моделям видоутворення роду Homo та хронології теорії африканського походження людини.